# Saffransfly
Saffransfly (Jodia croceago) är en fjärilsart som beskrevs av Ignaz Schiffermüller 1776. Saffransfly ingår i släktet Jodia och familjen nattflyn. Enligt den svenska rödlistan är arten nationellt utdöd i Sverige. . Arten har tidigare förekommit i Götaland men är numera lokalt utdöd. Artens livsmiljö är skogslandskap, jordbrukslandskap. Inga underarter finns listade.

## Bildgalleri

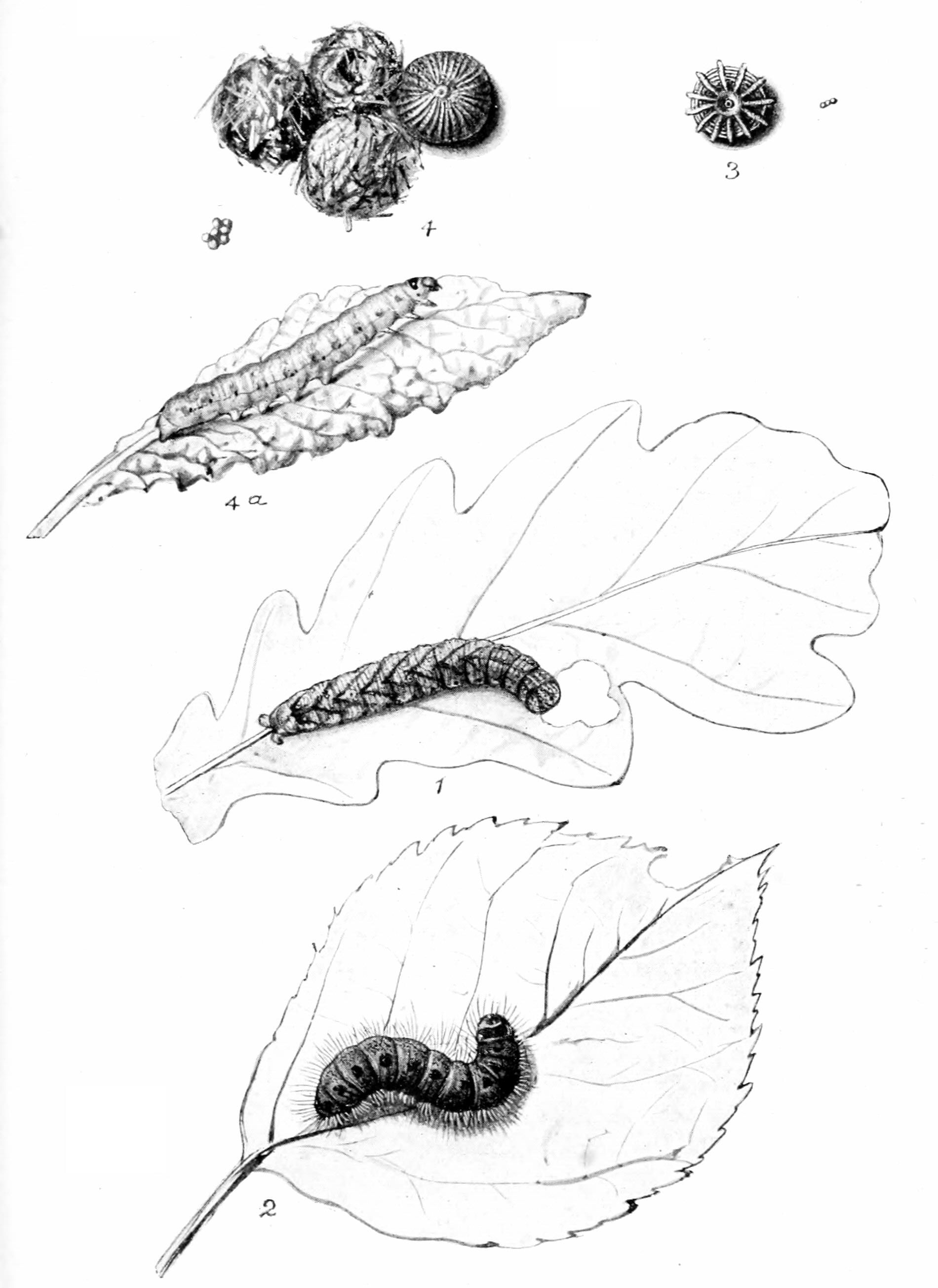
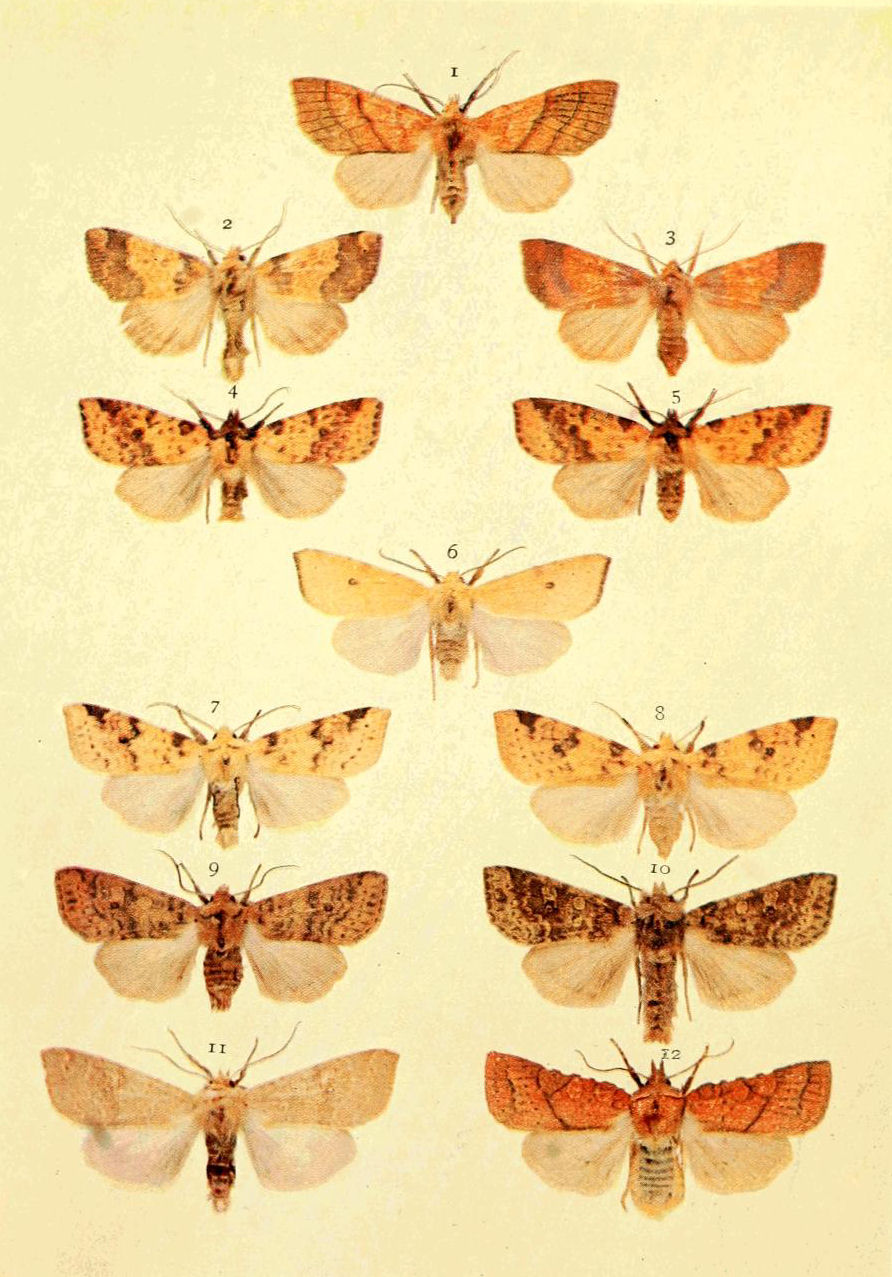